# 第8回日本アカデミー賞
第8回日本アカデミー賞は、1985年（昭和60年）2月21日に行われた日本アカデミー賞の発表・授賞式。
東京プリンスホテルで開催され、司会は武田鉄矢と高倉美貴が務めた。

## 最優秀作品賞
- お葬式

### 優秀作品賞
- おはん
- 瀬戸内少年野球団
- 天国の駅
- 麻雀放浪記

## 最優秀監督賞
- 伊丹十三（お葬式）

### 優秀監督賞
- 市川崑（おはん）
- 篠田正浩（瀬戸内少年野球団）
- 深作欣二（上海バンスキング／里見八犬伝）
- 和田誠（麻雀放浪記）

## 最優秀脚本賞
- 伊丹十三（お葬式）

### 優秀脚本賞
- 金子正次、川島透（チ・ン・ピ・ラ）
- 澤井信一郎、和田誠（麻雀放浪記）
- 田村孟（瀬戸内少年野球団）
- 早坂暁（空海／天国の駅）

## 最優秀主演男優賞
- 山﨑努（お葬式/さらば箱舟）

### 優秀主演男優賞
- 石坂浩二（おはん）
- 北大路欣也（空海）
- 真田広之（彩り河／里見八犬伝／麻雀放浪記）
- 時任三郎（海燕ジョーの奇跡／地平線）

## 最優秀主演女優賞
- 吉永小百合（おはん/天国の駅）

### 優秀主演女優賞
- 夏目雅子（瀬戸内少年野球団）
- 藤谷美和子（海燕ジョーの奇跡／地平線）
- 松坂慶子（化粧／上海バンスキング））
- 宮本信子（お葬式）

## 最優秀助演男優賞
- 高品格（麻雀放浪記）

### 優秀助演男優賞
- 宇崎竜童（上海バンスキング）
- 鹿賀丈史（麻雀放浪記）
- 財津一郎（お葬式／蜜月）
- 西田敏行（天国の駅）

## 最優秀助演女優賞
- 菅井きん（お葬式/必殺! THE HISSATSU）

### 優秀助演女優賞
- 大竹しのぶ（麻雀放浪記）
- 大原麗子（おはん）
- 志穂美悦子（コータローまかりとおる!／上海バンスキング／ザ・オーディション）
- 夏木マリ（北の螢／里見八犬伝）

## 最優秀音楽賞
- 池辺晋一郎（瀬戸内少年野球団）

### 優秀音楽賞
- 宇崎竜童（海燕ジョーの奇跡／晴れ、ときどき殺人）
- 越部信義（上海バンスキング）
- 佐藤勝（北の螢）
- ツトム・ヤマシタ（空海）

## 最優秀撮影賞
- 宮川一夫（瀬戸内少年野球団）

### 優秀撮影賞
- 安藤庄平（麻雀放浪記）
- 飯村雅彦（天国の駅）
- 五十畑幸勇（おはん）
- 前田米造（お葬式）

## 最優秀照明賞
- 佐野武治（瀬戸内少年野球団）

### 優秀照明賞
- 梅谷茂（麻雀放浪記）
- 小林芳雄（天国の駅）
- 望月英樹（おはん）
- 加藤松作（お葬式）

## 最優秀美術賞
- 西岡善信（北の螢／化粧／瀬戸内少年野球団／旅芝居行進曲）

### 優秀美術賞
- 井川徳道（空海／序の舞／修羅の群れ）
- 中村州志（天国の駅／麻雀放浪記）
- 村木忍（おはん）
- 森田郷平、横山豊（上海バンスキング）

## 最優秀録音賞
- 西崎英雄（伽揶子のために／瀬戸内少年野球団）

### 優秀録音賞
- 高橋和久、小尾幸魚（上海バンスキング）
- 信岡実（お葬式／海に降る雪）
- 林鑛一（天国の駅）
- 平井清重（北の螢／空海／コータローまかりとおる／修羅の群れ）

## 編集賞
- 西東清明

## 最優秀外国作品賞
- ワンス・アポン・ア・タイム・イン・アメリカ

### 優秀外国作品賞
- 愛と追憶の日々
- インディ・ジョーンズ/魔宮の伝説
- ナチュラル
- ライトスタッフ

## 新人俳優賞
- 吉川晃司（すかんぴんウォーク）
- 田中隆三（海に降る雪）
- 野村宏伸（メイン・テーマ）
- 和由布子（化粧／海に降る雪）
- 佐倉しおり（瀬戸内少年野球団）
- 富田靖子（アイコ十六歳／ときめき海岸物語）

## 特別賞
- 企画賞：角川春樹（Wの悲劇）

## 話題賞
- 作品部門：Wの悲劇
- 俳優部門：薬師丸ひろ子（Wの悲劇）